# Faruk asz-Szara
Faruk asz-Szara (ur. 10 grudnia 1938 w Damaszku) – syryjski dyplomata i polityk związany z partią Baas, w latach 1984–2006 minister spraw zagranicznych Syrii, w latach 2006–2014 wiceprezydent Syrii.

## Życiorys
Pochodzi z rodziny sunnickiej. Ukończył studia w zakresie filologii angielskiej na Uniwersytecie Damasceńskim w latach 60. XX wieku, po czym wyjechał do Londynu na studia w zakresie prawa międzynarodowego. Zakończył je uzyskaniem tytułu Master of Arts. Po ukończeniu studiów pracował jako menadżer w syryjskich państwowych liniach lotniczych. W 1976 został ambasadorem Syrii we Włoszech i pozostawał na tym stanowisku przez cztery lata. W 1980 został wiceministrem spraw zagranicznych, którym pozostawał do 1984, przez pewien czas sprawując również obowiązki ministra informacji. W 1984 prezydent Hafiz al-Asad mianował go ministrem spraw zagranicznych. Ciesząc się jego znacznym zaufaniem, asz-Szara kierował syryjską dyplomacją do lutego 2006, pozostając na stanowisku także po śmierci al-Asada i objęciu władzy przez jego syna Baszszara, który pod jego opieką uczył się prowadzenia polityki zewnętrznej. Na początku lat 90. XX wieku asz-Szara prowadził tajne rokowania syryjsko-izraelskie. Publicznie domagał się od Izraela zwrotu wzgórz Golan, twierdząc, że jakikolwiek kompromis w kwestii ich przynależności do Syrii nie jest możliwy. Wielokrotnie krytykował politykę amerykańską na Bliskim Wschodzie.
Faruk asz-Szara cieszył się znaczną samodzielnością w obrębie syryjskiego systemu władzy i szacunkiem w części aparatu partyjnego Baas. Jako specjalista od spraw polityki zagranicznej mógł podejmować w jej zakresie autonomiczne decyzje, nawet niezgodne z poglądami Baszszara al-Asada. Zdarzało się, że w publicznych wystąpieniach zmieniał stanowisko Syrii w sprawach zagranicznych wyrażone wcześniej przez prezydenta lub korygował jego wypowiedzi.
Wpływy asz-Szary znacznie spadły w lutym 2006, gdy Baszszar al-Asad przeniósł go na formalnie wyższe, lecz w praktyce łączące się z mniejszymi uprawnieniami stanowisko wiceprezydenta, a na nowego ministra spraw zagranicznych powołał Walida al-Mu’allima. Na stanowisku wiceprezydenta asz-Szara zastąpił wpływowego Abd al-Halima Chaddama, co było jedną z najważniejszych zmian personalnych wprowadzonych przez nowego syryjskiego prezydenta. Były minister spraw zagranicznych nadal reprezentował jednak Syrię w czasie podróży zagranicznych.
Po wybuchu protestów przeciwko władzy autorytarnej w Syrii w marcu 2011, podczas arabskiej wiosny, został mianowany przewodniczącym komitetu ds. dialogu narodowego. Publicznie wzywał do demokratyzacji ustroju Syrii, chociaż krytykował również antyrządowe demonstracje. Był jedynym wysokim syryjskim działaczem państwowym, który sugerował kompromis między opozycją i rządem al-Asada.
Podczas wojny domowej w Syrii w mediach pojawiały się informacje o śmierci asz-Szary w bombardowaniu w pobliżu granicy syryjsko-jordańskiej podczas ucieczki z kraju, o jego umieszczeniu w areszcie domowym lub o przejściu na stronę Wolnej Armii Syrii. Informacje te zostały zdementowane przez samego polityka, który stwierdził, że nigdy nie miał zamiaru opuszczać Syrii. Przestał pełnić funkcję wiceprezydenta w lipcu 2014 roku.
Żonaty, ma dwoje dzieci.